# 府中市立府中第一中学校

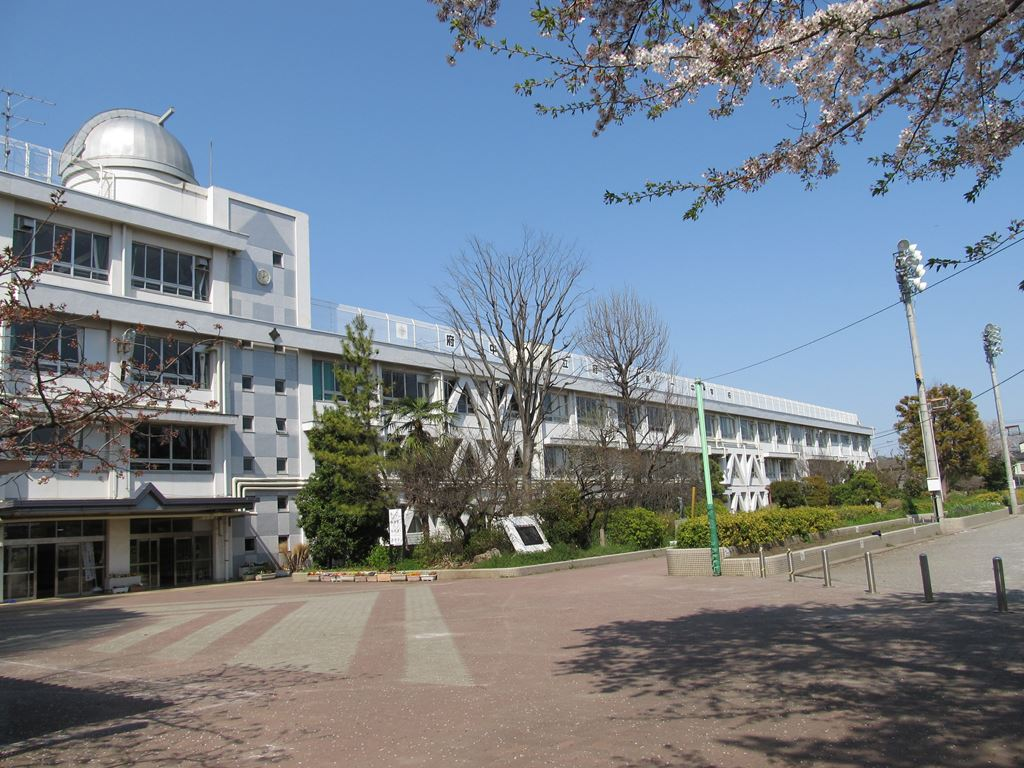
東京都府中市立府中第一中学校

府中市立府中第一中学校（ふちゅうしりつ ふちゅうだいいちちゅうがっこう）は、東京都府中市幸町一丁目にある公立の中学校である。

## 沿革
- 1947年（昭和22年）4月1日 - 東京都北多摩郡府中町立府中中学校として開校
- 1954年（昭和29年）4月1日 - 合併、市制施行により名称を府中市立府中第一中学校に変更

## 校区
- 天神町一丁目の全域
- 幸町の全域
- 府中町一丁目の全域及び二丁目の3から7番以外の地域
- 宮町一丁目の1から16番、18番、20番、22番及び24番
- 宮西町一丁目及び二丁目の全域
- 寿町一丁目及び二丁目の全域
- 晴見町の全域
- 栄町二丁目及び三丁目の全域

## 交通
- JR東日本武蔵野線 北府中駅から徒歩約10分。
- 京王電鉄京王線 府中駅から徒歩約10分。

## 著名な出身者
- 田家秀樹（音楽評論家、ノンフィクション作家、音楽番組パーソナリティ、音楽番組監修者、日本放送作家協会会員）